# خوان دييغو لي
خوان دييغو لي (بالإسبانية: Juan Diego Li) (16 فبراير 1995 بليما في بيرو - ) هو لاعب كرة قدم بيروفي في مركز الدفاع.

## وصلات خارجية
- خوان دييغو لي على موقع قاعدة بيانات كرة القدم.إي يو (الإنجليزية)
- خوان دييغو لي على موقع Soccerway.com (الإنجليزية)
- خوان دييغو لي على موقع AS.com (الإسبانية)